# Synale
Synale is een geslacht van vlinders van de familie dikkopjes (Hesperiidae), uit de onderfamilie Hesperiinae.

## Soorten
- S. cynaxa (Hewitson, 1868)
- S. elana (Plötz, 1882)
- S. hylaspes (Stoll, 1781)
- S. metella (Plötz, 1882)
- S. sylvanus Hayward, 1948